# Památník Štěpána Šlika
Památník Štěpána Šlika se nachází v Jáchymově v parku ve střední části města, při hlavní třídě Dukelských hrdinů.

## Historie
Památník zakladatele Jáchymova hraběte Štěpána Šlika nechala postavit městská rada v roce 1924. Podle návrhu sochaře Michaela Mörtla vytvořil Ernest Hippmann. Velký opracovaný žulový kámen o hmotnosti 1,5 tuny byl dovezen z nedalekého vrchu Vlčí hřbet u klášteru Mariánská. 
Na bronzové desce byl německý nápis: „Dem Grossen Wohltäter Grafen Stefan Schlick. In Dankbarkeit Gewidmet von der Stadt“ („Velkému dobrodinci hraběti Štěpánu Šlikovi. Z vděčnosti věnované městem“). Deska byla od začátku II. světové války uložena v depozitáři muzea Karlových Varů. V roce 1993 byl pomník zrekonstruován a znovu osazen původní deskou. Pod ní byla také přidána menší kovová deska s českým nápisem: „Pamětní deska zakladateli města hraběti Štěpánu Šlikovi. Osazeno 1924. Obnoveno 1993“.
V roce 2006 byla bronzová deska ukradena (pravděpodobně do sběru) a menší kovová deska zmizela v roce 2011. Na pomníku je nahradila plastová deska s textem v češtině a němčině: „Hrabě Štěpán Šlik (1487-1526), majitel panství Ostrov a ekonomický zakladatel Jáchymova. Roku 1526 hrabě zahynul v bitvě proti Turkům u Moháče“ a „Graf Stephan Schlick (1487-1526), Besitzer der Herrschaft Schlackenwerth und Gründer von St. Joachimsthal. Im Jahre 1526 kam er in der Schlacht gegen die bei Mohács um“.